# 劉錦池
劉錦池（1943年2月28日—），綽號姥姥，臺灣籃球教練。七賢國中男女籃球隊由他一手創立。也曾擔任三民家商、七賢國中籃球隊總教練。擔任教練期間帶領七賢女籃奪得七屆國中籃球聯賽冠軍，男籃3屆冠軍，三民家商奪得兩屆冠軍。

## 經歷
- 高雄市體育會籃球委員會執行秘書、總幹事25年
- 高雄市體育會籃球委員會副主任委員
- 國中籃球聯賽工作小組總幹事(82至84學年度)
- 七賢國中男女籃球隊教練
- 三民家商籃球隊總教練
- 七賢國中男女籃球隊總教練

## 榮譽
- 1976年台灣省公私立中小學特殊優良教師
- 1981年高雄市教育芬芳錄
- 1982年第一屆師鐸獎
- 1983年青商會全國十大傑出青年。
- 2003年8月1日光榮退休，高雄市教育局特地舉辦姥姥盃校園籃球邀請賽紀念。
- 112年體育運動精英獎終身成就獎[3]